# Bezachmühle
Die Bezachmühle ist ein Ortsteil sowie Einöde der kreisfreien Stadt Kempten (Allgäu).
1451 wurde die Mühle und Gut zem Betzas als stiftkemptisches Lehen erwähnt. Es folgten diverse Erwähnung, woraus herzuleiten ist, dass der Ortsname auf einen Familiennamen zurückgeht. Gemahlen wurde in der Bezachmühle bis 1896.
Der Ort wurde 1818 der Ruralgemeinde Sankt Lorenz angeschlossen und unterlag der Pfarrei Heiligkreuz. Zum 1. Juli 1972 wurde Sankt Lorenz in die Stadt Kempten (Allgäu) eingemeindet.